# Alkinole

Wzór strukturalny alkoholu propargilowego

Alekenole, hydroksyalkiny – grupa nienasyconych alkoholi będących pochodnymi alkinów. Zbudowane są z łańcucha węglowego, do którego przyłączona jest jedna grupa hydroksylowa, zawierającego jedno wiązanie potrójne między atomami węgla. Wzór ogólny alkinoli to C
nH
2n−3OH.